# Jiading
Jiáding (en chino:嘉定区, chino tradicional:嘉定區, pinyin:Jiādìng Qū) es uno de los 18 distritos de la ciudad de Shanghái, en la República Popular China. Localizado en el noroeste de la ciudad, tiene una superficie de 458.8 kilómetros cuadrados y una población de 1 471 100 (2010). El Río Wusong fluye al sur.
Este distrito alberga numerosas fábricas y plantas de producción, de las que depende su economía. Aquí queda la pista del Circuito Internacional de Shanghái, del Gran Premio de China de la Fórmula 1.
Este distrito fue construido en 1992.

## Administración
El distrito de Jiáding se divide en 7 poblados y 3 subdistritos.
- Poblado Mǎlù 马陆镇
- Poblado nánxiáng 南翔镇
- Poblado jiāngqiáo 江桥镇
- Poblado āntíng 安亭镇
- Poblado wàigāng 外冈镇
- Poblado xúxíng 徐行镇
- Poblado huátíng zhèn华亭镇
- Subdistrito Jiādìng zhèn 嘉定镇街道
- Subdistrito xīnchénglù 新成路街道
- Subdistrito zhēnxīn 真新街道

## Clima
| Parámetros climáticos promedio de Jiáding (1971-2000) | Parámetros climáticos promedio de Jiáding (1971-2000) | Parámetros climáticos promedio de Jiáding (1971-2000) | Parámetros climáticos promedio de Jiáding (1971-2000) | Parámetros climáticos promedio de Jiáding (1971-2000) | Parámetros climáticos promedio de Jiáding (1971-2000) | Parámetros climáticos promedio de Jiáding (1971-2000) | Parámetros climáticos promedio de Jiáding (1971-2000) | Parámetros climáticos promedio de Jiáding (1971-2000) | Parámetros climáticos promedio de Jiáding (1971-2000) | Parámetros climáticos promedio de Jiáding (1971-2000) | Parámetros climáticos promedio de Jiáding (1971-2000) | Parámetros climáticos promedio de Jiáding (1971-2000) | Parámetros climáticos promedio de Jiáding (1971-2000) |
| Mes                                                   | Ene.                                                  | Feb.                                                  | Mar.                                                  | Abr.                                                  | May.                                                  | Jun.                                                  | Jul.                                                  | Ago.                                                  | Sep.                                                  | Oct.                                                  | Nov.                                                  | Dic.                                                  | Anual                                                 |
| ----------------------------------------------------- | ----------------------------------------------------- | ----------------------------------------------------- | ----------------------------------------------------- | ----------------------------------------------------- | ----------------------------------------------------- | ----------------------------------------------------- | ----------------------------------------------------- | ----------------------------------------------------- | ----------------------------------------------------- | ----------------------------------------------------- | ----------------------------------------------------- | ----------------------------------------------------- | ----------------------------------------------------- |
| Temp. máx. media (°C)                                 | 8.1                                                   | 9.2                                                   | 12.8                                                  | 19.1                                                  | 24.1                                                  | 27.6                                                  | 31.8                                                  | 31.3                                                  | 27.2                                                  | 22.6                                                  | 17.0                                                  | 11.1                                                  | 20.2                                                  |
| Temp. mín. media (°C)                                 | 1.1                                                   | 2.2                                                   | 5.6                                                   | 10.9                                                  | 16.1                                                  | 20.8                                                  | 25.0                                                  | 24.9                                                  | 20.6                                                  | 15.1                                                  | 9.0                                                   | 3.0                                                   | 12.9                                                  |
| Precipitación total (mm)                              | 50.6                                                  | 56.8                                                  | 98.8                                                  | 89.3                                                  | 102.3                                                 | 169.6                                                 | 156.3                                                 | 157.9                                                 | 137.3                                                 | 62.5                                                  | 46.2                                                  | 37.1                                                  | 1164.5                                                |
| Días de precipitaciones (≥ 1 mm)                      | 9.7                                                   | 10.3                                                  | 13.9                                                  | 12.7                                                  | 12.1                                                  | 14.4                                                  | 12.0                                                  | 11.3                                                  | 11.0                                                  | 8.1                                                   | 7.0                                                   | 6.5                                                   | 129                                                   |
| Horas de sol                                          | 123.0                                                 | 115.7                                                 | 126.0                                                 | 156.1                                                 | 173.5                                                 | 147.6                                                 | 217.8                                                 | 220.8                                                 | 158.9                                                 | 160.8                                                 | 146.6                                                 | 147.7                                                 | 1894.5                                                |
| Humedad relativa (%)                                  | 75                                                    | 74                                                    | 76                                                    | 76                                                    | 76                                                    | 82                                                    | 82                                                    | 81                                                    | 78                                                    | 75                                                    | 74                                                    | 73                                                    | 76.8                                                  |
| Fuente: 中国气象局 17 de marzo de 2009                |                                                       |                                                       |                                                       |                                                       |                                                       |                                                       |                                                       |                                                       |                                                       |                                                       |                                                       |                                                       |                                                       |

## Hermanamiento
- Yao (1986)